# Елкслебен (Илм-Крајс)
Елкслебен (њем. Elxleben) општина је у њемачкој савезној држави Тирингија. Једно је од 44 општинска средишта округа Илм. Према процјени из 2010. године у општини је живјело 590 становника. Посједује регионалну шифру (AGS) 16070013.

## Географски и демографски подаци
Елкслебен се налази у савезној држави Тирингија у округу Илм. Општина се налази на надморској висини од 280 метара. Површина општине износи 9,4 km². У самом мјесту је, према процјени из 2010. године, живјело 590 становника. Просјечна густина становништва износи 63 становника/km².